# Fatima Aouam
Fatima Aouam (arabisch فاطمة عوام, DMG Fāṭima ʿAwwām; * 16. Dezember 1959 in Casablanca; † 27. Dezember 2014 ebendort) war eine marokkanische Leichtathletin, die sich auf den Mittelstreckenlauf spezialisiert hatte. Sie wurde 1988 in Annaba Afrikameisterin über 3000 Meter und gewann sieben weitere Medaillen bei Afrikameisterschaften. Zudem war sie Inhaberin des Weltrekordes über 2 Meilen und zählt damit zu den erfolgreichsten Leichtathletinnen ihres Landes.

## Sportliche Laufbahn
Erste internationale Erfahrungen sammelte Fatima Aouam vermutlich im Jahr 1982, als sie bei den Afrikameisterschaften in Kairo mit der marokkanischen 4-mal-400-Meter-Staffel in 3:47,4 min gemeinsam mit Nawal El Moutawakel, Fatima Salahi und Chaïbia Bilali die Bronzemedaille hinter den Teams aus Kenia und Uganda gewann. 1984 gewann sie bei den Afrikameisterschaften in Rabat in 4:22,75 min die Silbermedaille im 1500-Meter-Lauf hinter der Kenianerin Justina Chepchirchir und sicherte sich im Staffelbewerb in 3:54,41 min die Bronzemedaille hinter den Teams aus Kenia und Ghana. Im Jahr darauf schied sie bei den Hallenweltspielen in Paris mit 2:12,16 min in der Vorrunde im 800-Meter-Lauf aus und im Sommer belegte sie bei der Sommer-Universiade in Kōbe in 2:02,86 min den achten Platz und verpasste über 1500 Meter mit 4:25,00 min den Finaleinzug. Anschließend siegte sie bei den Panarabischen Spielen in Casablanca in 2:04,39 min über 800 Meter sowie in 4:17,43 min auch im 1500-Meter-Lauf. Kurz darauf gewann sie bei den Afrikameisterschaften in Kairo in 2:04,91 min die Bronzemedaille über 800 Meter hinter den Kenianerinnen Selina Chirchir und Mary Chemweno und sicherte sich über 1500 Meter in 4:19,11 min die Silbermedaille hinter der Kenianerin Chemweno. 1987 gewann sie bei den Arabischen Meisterschaften in Algier in 61,29 s die Silbermedaille im 400-Meter-Hürdenlauf hinter ihrer Landsfrau Nawal El Moutawakel, ehe sie bei den Weltmeisterschaften in Rom mit 4:07,38 min in der Vorrunde über 1500 Meter ausschied. Zehn Tage darauf stellte sie in Padua mit 9:38,44 min einen Weltrekord über 2 Meilen auf und war damit die erste afrikanische und arabische Frau, die einen Leichtathletik-Weltrekord aufstellte. Wenige Tage später siegte sie bei den Mittelmeerspielen in Latakia in 4:10,96 min über 1500 Meter sowie in 8:58,07 min auch im 3000-Meter-Lauf. 
1988 darauf siegte sie in 8:59,19 min über 3000 Meter bei den Afrikameisterschaften in Annaba und sicherte sich über 1500 Meter in 4:12,57 min die Silbermedaille hinter der Algerierin Hassiba Boulmerka. Zudem gewann sie im Staffelbewerb in 3:50,25 min gemeinsam mit Nezha Bidouane, Chadia Moubtakir und Fatima Najjam die Bronzemedaille hinter den Teams aus Uganda und der Elfenbeinküste. Anschließend kam sie bei den Olympischen Sommerspielen in Seoul im Vorlauf über 3000 Meter nicht ins Ziel und belegte über 1500 Meter in 4:08,00 min im Finale den zehnten Platz. Sie war damit die erste Marokkanerin die ein olympisches Finale über 1500 Meter erreichte. Im Jahr darauf siegte sie bei den Spielen der Frankophonie in Casablanca in 4:11,15 min über 1500 Meter sowie in 9:06,70 min auch über 3000 Meter und im September belegte sie beim IAAF World Cup in Barcelona in 4:21,19 min den fünften Platz über 1500 Meter. Zudem siegte sie bei den Arabischen Meisterschaften in Kairo in 4:21,9 min und 9:23,9 min ebenfalls über 1500 und 3000 Meter. 1991 kam sie bei den Mittelmeerspielen in Athen über 3000 Meter nicht ins Ziel und beendete daraufhin ihre aktive sportliche Karriere im Alter von 32 Jahren.
1984 wurde Aouam marokkanische Meisterin im 800-Meter-Lauf sowie 1984 und 1985 über 1500 Meter.

## Persönliche Bestleistungen
- 800 Meter: 2:00,17 min, 15. August 1986 in Berlin
- 1000 Meter: 2:37,61 min, 13. September 1989 in Jerez de la Frontera
- 1500 Meter: 4:05,62 min, 17. August 1988 in Zürich
- 3000 Meter: 8:57,48 min, 27. Juni 1989 in Lausanne
- 2 Meilen: 9:38,44 min, 13. September 1987 in Padua